# Кандибка пустельний
Кандибка пустельний, ємуранчик звичайний, трипалий земляний заєць (Stylodipus telum; Lichtenstein, 1823) — один з трьох видів немишовидних гризунів роду кандибка (Stylodipus), єдиний поширений в Україні. Етимологія: лат. telum — «стріла, спис».

## Морфологічні ознаки
Дрібний гризун з невисокими вухами та трипалою лапою. Загальна довжина тіла в українських популяціях складає: у самців — 117,9±1,7 мм, у самиць — 121,8±2,2 мм; довжина хвоста — 149, 2±1 та 152,8±1,2 мм, довжина ступні — 55,0±0,2 мм та 55,7±0,6 мм відповідно. Волосся поступово подовжується до кінця хвоста й утворює невеликий пензлик темного кольору. Забарвлення верху від бурувато-сірого до вохристо-бурого, черево біле.

## Поширення
Живе у вологих та посушливих степах на сході України, північному Кавказі, заході Туркменістану, заході Узбекистану та в Казахстані (Kuznetsov, 1965; Shenbrot, 1991b), в Китаї (Сінцзян; Chen and Wang, 1985; Ma et al., 1987; Mi et al., 1990; Qian et al., 1965; Shou, 1962; Wang, 2003; and Zheng and Zhang, 1990).

Мапа придатності оселищ для кандибки на аренах Нижнього Подніпров'я

В Україні поширення обмежено аренами нижнього Дніпра (Херсонська область, частина Миколаївської області на Кінбурнському півострові). Український підвид Stylodipus telum falzfeini рідкісний: площа його ареалу 8000 км², при чому площа розселення фрагментована і знижена в результаті втрати місць проживання і деградації, причиною чого є заліснення та розорювання Нижньодніпровських територій, скорочення випасу. Тому вид занесений до I та II видань ЧКУ (1980, 1994). Охороняється в Чорноморському заповіднику, де його чисельність сягає до 3 тисяч особин. В залежності від біотопу щільність населення сягає від 0,2 до 2,8 особини на 1 га.

## Систематика
Вперше вид описаний Мартіном Ліхтенштайном в 1823 році на північно-східних степових ділянках Приаралля в Казахстані. Пізніше описувався іншими науковцями, тому має синоніми:
- S. halticus (Brandt, 1844)
- S. proximus (Fairmaire, 1853)
- S. falzfeini (Brauner, 1913)
- S. birulae (Martino, 1922)
- S. amankaragai (Selewin, 1934)
- S. karelini (Selewin, 1934)
- S. turovi (Heptner, 1934)
- S. nastjukovi (Shenbrot, 1991)

## Поведінка
Осілий зимосплячий вид. Активний у сутінках та вночі. Переходить до сплячого режиму з першими заморозками. Пробуджується наприкінці березня — на початку квітня. Селиться поодинці в простих і розгалужених норах. Живиться в основному злаками. В раціон також входять й інші рослини — молочай, полин, цмин піщаний; а також комахи.

## Розмноження, життєвий цикл
Відтворення відбувається один раз на рік. Спочатку паруються дорослі самиці, пізніше — самиці, що народилися минулого року. Поява малят припадає на початок червня, коли самиця народжує 3–6 малят. У віці одного місяця вони переходять до самостійного життя. У двомісячному віці досягають розмірів дорослих тварин.
Вид зустрічається лише на незалісненій та неораній територіях. Перевагу віддає біотопам з невисокою трав'яною рослинністю, особливо пасовищам. Переважно це різні асоціації формації Festuceta beckerii.

## Загрози й охорона
Втрата середовища проживання через оранку та надмірний випас, а також пестициди впливають на деякі популяції. Вид проживає у кількох заповідних територіях.